# Gustave Buchard
Gustave Jean Armand Buchard (ur. 17 lutego 1890 w Hawrze, zm. 18 lutego 1977 w Barentin) – francuski szermierz, dwukrotny medalista igrzysk olimpijskich.
Na igrzyskach olimpijskich w Antwerpii w 1920 roku zdobył dwa medale. Najpierw razem z Gastonem Amsonem, Alexandre'em Lippmannem, Armandem Massardem, Georgesem Trombertem, Georgesem Casanovą i Louisem Moreau zajął trzecie miejsce w szpadzie drużynowej. Następnie zajął trzecie miejsce w turnieju indywidualnym, wygrywając sześć z jedenastu pojedynków w rundzie finałowej. Były to jego jedyne występy olimpijskie.
Nie zdobył medalu mistrzostw świata. 
Jego brat, Georges Buchard, także był szermierzem.